# Humain (Belgique)
Pour les articles homonymes, voir Humain.
Humain (en wallon Umin) est une section de la ville belge de Marche-en-Famenne, située en Wallonie dans la province de Luxembourg. C'était une commune à part entière, avant la fusion des communes de 1977. 
Ce village de la Famenne, célèbre pour le marbre rouge qu'on y extrayait, est bordé au nord-ouest par un petit affluent de la Lomme. 

## Étymologie
Vers 862 on relève le nom de Humnin, in Humlino. Selon Maurits Gysseling, 'Humain' viendrait de 'houblonnière' (collectif ancien germanique *humulinja, de *humulan « houblon »). Selon Carnoy, propriété de (suffixe -ina) Humo, hypocoristique de Humberht, anthroponyme germanique.

## Démographie
- Source: INS recensements population

## Histoire
Humain n'est redevenue commune de la province de Luxembourg que depuis 1839. Elle avait été rattachée au département de Sambre-et-Meuse par les Français. Elle fut créée en 1796, par la réunion des localités de Havrenne et Humain. En 1977 Havrenne fut rattaché à Rochefort, en province de Namur. 

### L'industrie du marbre
Aux XIXe et XXe siècles, le village de Humain peut être qualifié de 'marbrier'. Adossés sur le plateau du Gerny, les alentours du village ont comporté jusqu'à quatre carrières de marbre rouge du Famennien. Les prémices de l'exploitation industrielle avaient été posées au XVIIIe siècle par les moines des abbayes Saint-Remy de Rochefort et de Saint-Hubert, qui exploitèrent leurs propres carrières dans le cadre de la rénovation et de l'agrandissement de leur complexe monastique. La carrière Saint-Hubert se situe au lieu-dit Thier du Coquerai, proche du hameau de Thise (ou Thys), aujourd'hui intégré dans le village. Elle a été reprise au XIXe siècle par diverses sociétés, telles que successivement la Carrière Saint-Jean (ou Carrière de Coquerai), la Société des Usines et Carrières de Jemelle, la Société Devillers et finalement, la Société Merbes-Sprimont .
Ces deux dernières sociétés ont également extrait du marbre dans une autre carrière, "plus haut vers le sud", que celle de Coquerai, de 1880 au début du XXe siècle et de 1923 à 1930. Une troisième carrière, cette fois exploitée par la Firme Simon, était en activité "côté est", de la fin du XIXe siècle à la Seconde Guerre mondiale .

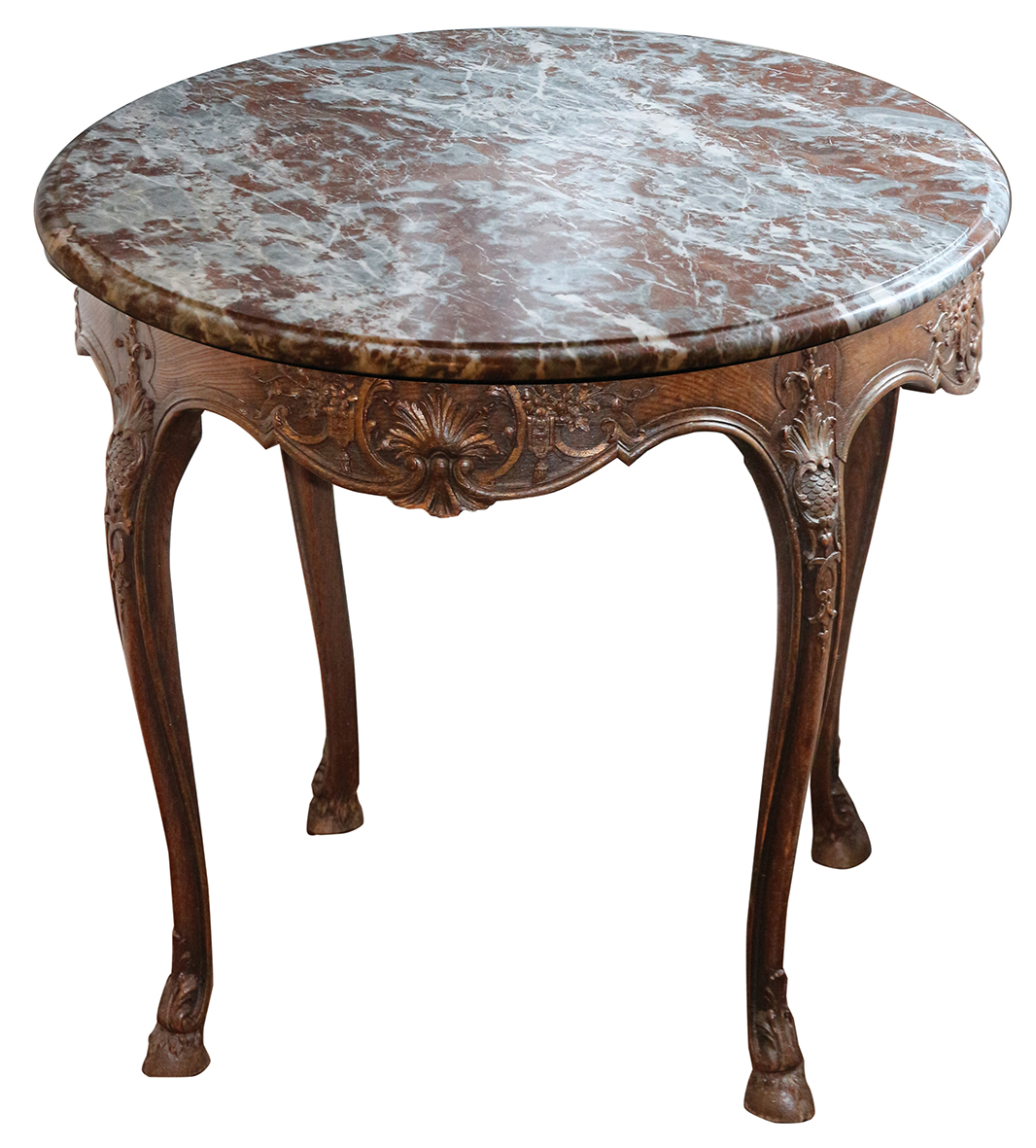
Table de milieu, à l'aspect Louis XV, début du XXe siècle (conservée au musée de Famenne).

La quatrième carrière se situe le long de la route entre Humain et Aye, au lieu-dit Jamodenne. Elle est dénommée Saint-Martin, allusion à une église ancienne consacrée à ce saint, et abandonnée depuis le milieu du XVIIe siècle. Elle a été exploitée au XVIIIe siècle au profit de la paroisse de Humain. D'après les documents, l'extraction du marbre aurait eu lieu entre 1735 et 1764. La fabrique d'église de Humain vend cette carrière en 1838 à François Dupont et ses associés. Divers propriétaires se succéderont jusqu'à l'après-guerre, où la carrière appartient à la Firme Simon et aux établissements Oscar Daffe, de Wauthier-Braine. À cette époque-là, la carrière est la seule de ce type en activité dans la région, occupe une vingtaine d'ouvriers et fabrique notamment des cheminées à feu ouvert en moellons de marbre, ainsi que de la grenaille. Le marbre Saint-Martin se caractériserait par une teinte plus pâle que celui de Saint-Remy, avec des petites inclusions de "byzantin", des taches noirâtres et des dessins de petits polypiers. Il est visible notamment dans les autels de la nouvelle église du village, consacrée en 1959  . 
Du mobilier en marbre des carrières de Humain, dont celles de Saint-Martin, sont conservées au Famenne & Art Museum .       

### Seconde Guerre mondiale
Au cours de la Bataille de France, Humain est prise le 12 mai 1940 par les Allemands du Schützen-Regiment 7 (unité de la 7e Panzerdivision d'Erwin Rommel).
Pendant la Bataille des Ardennes, le 24th squadron part défendre le village de Humain- Havrenne (sud-ouest de Marche en Famenne), situé entre le secteur de la 2nd US Armoured Division et la 84th US Infantry Division. Le 25 au matin, jour de Noël, la troupe B du 24CR est chassée du village par une forte attaque de blindés. Les tentatives des cavaliers pour reprendre le village échouent. Ce n'est que le 26 décembre, grâce à l'aide de la 2nd Armoured Division, que l'attaque allemande dans le secteur d'Humain-Havrenne est repoussée. Le village s'appelle alors Humain-Havrenne, ce qui engendre de nombreuses erreurs dans les divers récits, les combats ont principalement concernés la partie Havrenne.

## Patrimoine et culture

### Patrimoine architectural
- Un radiotélescope interférométrique, de l'Observatoire royal de Belgique, constitué de 48 paraboles observe le Soleil en 408 MHz à Humain. L'interféromètre est constitué d'une base est-ouest de 32 paraboles de 4 mètres de diamètre, et une base nord-sud de 16 paraboles. Les paraboles, espacées de 20 mètres, sont fixées sur des montures équatoriales. La résolution est de l'ordre de 3,5×7,0 minutes d'arc[7]. Il a été créé en 1954 par Raymond Coutrez (1916-1998)[8]. On y observa l'éruption solaire du 9 avril 1956[9]. On y trouvait également un ancien radar Würzburg sur rails de la Seconde Guerre mondiale, qui a été démonté en 2008. 
50° 11′ 32″ N, 5° 15′ 19″ E

- Château de Humain construit en 1756 par Charles-Antoine de Rossius, seigneur d'Humain. Son domaine s'est étendu sur 424Ha. De 2015 à 2022 lieu de séjour de Léa Wolman, princesse de belgique.

### Culture

#### Dans les médias
Humain est l'un des lieux de tournage de la seconde saison de la série La Trêve et d'un épisode des Maigrets[Lequel ?].